# قدیر (رادار)

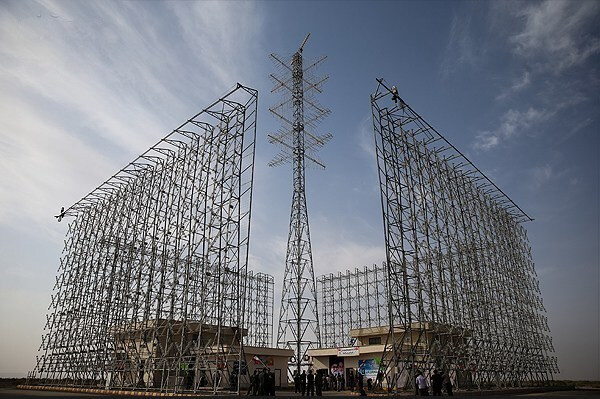
رادار آرایه فازی قدیر

رادار آرایه فازی قدیر یک رادار ایرانی با برد ۱۱۰۰ و ارتفاع ردگیری ۳۰۰ کیلومتر می‌باشد که توسط جهاد خودکفایی سپاه پاسداران انقلاب اسلامی طراحی و ساخته شده است. بنا بر ادعای منابع رسمی (نظامی) ایران این رادار توانایی کشف اهداف هوایی، هواپیماهای رادارگریز (استیلز)، موشک‌های کروز و موشک‌های بالستیک و نیز ماهواره‌های مدار پایین، ارتفاع (لئو) را دارا می‌باشد. همچنین این رادار برای اولین بار در رزمایش پیامبر اعظم ۶ مورد استفاده و تست قرار گرفت.

## رونمایی
رادار آرایه فازی قدیر در مراسمی با حضور امیر فرزاد اسماعیلی فرمانده قرارگاه پدافند هوایی خاتم‌الانبیا و جمعی از فرماندهان نیروهای مسلح در تاریخ ۱۲ خرداد ۱۳۹۳ رونمایی و وارد چرخه عملیاتی شد.

## آسیب در حمله اسراییل

بر اساس عکسهای ماهواره ای در رسانه های بین المللی در ۵ آبان ۱۴۰۳ در حمله شبانه اسراییل در ساعت ۲:۳۰ بامداد در سه موج حمله اسراییل به پدافند و سایتهای موشکی ایران رادار قدیر در خوزستان آسیب رسیده است.

## مطالعهٔ بیشتر
http://www.farsnews.ir/newstext.php?nn=13930311001473
http://www.mashreghnews.ir/fa/news/341413/این-رادار-ایرانی-با-512-آنتن-ماهواره‌های-دشمن-را-رصد-می-کند-عکس
https://web.archive.org/web/20140906071515/http://www.sepahnews.com/shownews.Aspx?ID=8da029bb-eaa6-449e-88eb-01fe8f9c37fb